# Zonhoven
Zonhoven (en limburguès Zoneven) és un municipi belga de la província de Limburg a la regió de Flandes. És compost pels nuclis urbans de:
| #   | Nom      | Superfície (km²) | Població (01/01/2007) | Densitat (hab./km²) |
| --- | -------- | ---------------- | --------------------- | ------------------- |
| I   | Centre   | 12,79            | 10.546                | 825                 |
| II  | Termolen | 13,68            | 3.992                 | 292                 |
| III | Halveweg | 8,46             | 3.068                 | 363                 |
| IV  | Terdonk  | 4,41             | 2.454                 | 556                 |

## Evolució demogràfica des de 1806
Font: INS

## Burgmestres
- 1806 - 1817: Arnold Paulz
- 1817 - 1825: Jan Baptist Mommeyer
- 1825 - 1830: Hubert Timmermans
- 1830 - 1840: Jan Gerard Houbregs
- 1840 - 1848: Jacobus Quintinus Lenaerts
- 1849 - 1854: Antoon Bielen
- 1855 - 1870: Philippus Jacobus Melotte
- 1870 - 1870: Gilis Lenaerts
- 1870 - 1877: Jan Mathias Willems
- 1878 - 1880: Jean François Farcy
- 1880 - 1885: Jan Michiel Schouteden
- 1885 - 1891: Jan Bartholomeus Willems
- 1891 - 1918: Mathias Hendrickx
- 1918 - 1919: Martinus Sterkmans
- 1919 - 1921: Pieter Jan Kippers (ff)
- 1921 - 1938: Jules Sterkmans
- 1939 - 1941: Pieter-Jan Lijnen
- 1941 - 1942: Camiel Deckers
- 1942 - 1944: Jules Baeten
- 1944 - 1945: Jules Hanssen
- 1945 - 1947: Camiel Deckers
- 1948 - 1952: Jules Sterkmans
- 1952 - 1953: Jules Maris (ff)
- 1953 - 1960: René Hendrikx
- 1960 - 1970: Albert Remans
- 1971 - 1976: René Hendrikx
- 1977 - 1982: Romain Lenaerts
- 1983 - 1988: Marie-Louise (Marilou) Vanden Poel-Welkenhuysen
- 1989 - 1994: Edward (Ward) Heeren
- 1995 - 2007: Marie-Louise (Marilou) Vanden Poel-Welkenhuysen
- 2008 - : Johny Deraeve

### Consells comunals des de 1976
| Regidors                  | Regidors | Regidors | Regidors | Regidors | Regidors | Regidors |
| ------------------------- | -------- | -------- | -------- | -------- | -------- | -------- |
| Partits                   | 1976     | 1982     | 1988     | 1994     | 2000     | 2006     |
| CD&V                      | 11       | 8        | 6        | -        | 4        | 5        |
| Cartel (PVV+VU)           | 9        | 12       | -        | -        | -        | -        |
| BSP/SP/sp.a               | 3        | 5        | 5        | 4        | 5        | -        |
| sp.a-Groen!               | -        | -        | -        | -        | -        | 7        |
| Vlaams Blok/Vlaams Belang | -        | -        | -        | -        | 2        | 3        |
| VLD                       | -        | -        | 11       | 15       | 14       | 10       |
| VU                        | -        | -        | 3        | -        | -        | -        |
| Zoneve (CD&V+VU)          | -        | -        | -        | 6        | -        | -        |
| Total                     | 23       | 25       | 25       | 25       | 25       | 25       |

## Agermanaments
- Gayndah (Queensland)

## Personatges il·lustres
- Luc Nilis, futbolista.
- Jos Vandeloo, escriptor en neerlandès.
- Roel Paulissen, ciclista de mountain-bike.